# Bravestarr
Bravestarr ist eine US-amerikanische Zeichentrickserie aus dem Space-Western-Genre. Die Erstausstrahlung in den USA erfolgte am 14. September 1987. Bis 1989 wurden von Lou Scheimer und Norm Prescott insgesamt 65 Folgen für Film Associates, Mattel Inc. produziert. Zeichner der Serie war Hanna Strauss. Es war die letzte Produktion der Filmation Associates und Group W Productions und wurde als eine der besseren der Firma Filmation angesehen.
In Deutschland wurde die Serie bis 1992 auf Tele 5 im Rahmen der Kinderserie Bim Bam Bino gezeigt und lief bis 2013 auf Anixe SD und Anixe HD.

## Handlung
Die Serie spielt im 23. Jahrhundert auf dem sagenhaften Planeten New Texas in einer Welt, die eine futuristische Version des klassischen Western darstellt. Zwischen Saloons, Banken, indianischen Ureinwohnern und Geisterstädten beschützt der Marshall Siedler verschiedenster außerirdischer Rassen vor den zahlreichen Outlaws.
Anlass zum Konflikt bieten dabei immer wieder die Keriumressourcen auf dem Planeten, die, ähnlich Gold im Western, in Minen abgebaut und dann zur Bank der Stadt Fort Kerium gebracht werden. Die Auseinandersetzungen finden im Stil von Wildwest-Duellen mit Laserwaffen u. Ä. statt.
Am Ende jeder Folge fasst dann ein Charakter der Serie kurz die Moral der Geschichte zusammen.

## Charaktere

### Helden
- Marshall Bravestarr, Protagonist der Serie, ist der Sheriff auf New Texas und als Angehöriger des Stammes der New Cheyenne von indianischer Abstammung. Er verfügt über vier animalische Kräfte, die er von Shaman verliehen bekommen hat und während seiner Abenteuer auf Wunsch herbeirufen kann: die Kräfte des Bären, die Augen des Falken, die Ohren des Wolfes und die Geschwindigkeit des Pumas. Um diese Fähigkeiten herbeizurufen, schließt der Marshall die Augen, ruft im Geiste das entsprechende Tier an und erbittet dessen Kraft.

- Thirty-Thirty ist ein Hippodroid, ein sogenanntes Techno-Pferd, das eine anthropomorphe Gestalt annehmen kann. Thirty-Thirty steht Bravestarr mit seinem überdimensionalen Gewehr Sara-Jane zur Seite, dient ihm aber auch immer wieder bereitwillig als Reittier. Er ist des Marshalls „Big Partner“, obwohl sie des Öfteren verschiedener Ansichten sind. Der Name ist eine Anspielung auf das im Wilden Westen populäre Kaliber 30/30 Winchester.

- Deputy Fuzz ist Bravestarrs Stellvertreter und seine rechte Hand. Er gehört zur Rasse der Prärie-Wesen und gibt durch seine etwas tollpatschige Art der Handlung oft eine neue Richtung. Er ist geschickt, was Erfindungen betrifft, und charakterisiert sich durch seinen Umgang mit dem Lasso.

- J. B. ist die schöne Richterin von New Texas, die Bravestarr stets mit Rat, Tat und ihrem Wurfhammer, den sie von den Prärie-Wesen geschenkt bekommen hat, zur Seite steht.

- Shaman ist Bravestarrs Lehrmeister, Mentor und Vaterfigur. Durch ihn erhielt der Marshall seine Kräfte und erlernte bei ihm im Kindesalter seine Fähigkeiten. Er lebt in Star Peak, einem riesigen Felsenturm in Gestalt eines indianischen Totempfahls, und bewacht dort das magische Feuer, aus dem er seine Zauberkräfte schöpft.

- Handlebar stammt vom Planeten Riegel, von dem die stärksten Männer des Universums stammen. Er ist riesig, wiegt 14 Tonnen, hat grüne Haut und einen markanten roten Schnauzbart. Er ist allseits beliebt in Fort Kerium, jedoch ein besonderer Freund des Marshalls. Er ist dort Inhaber eines Saloons, in dem Bravestarr, Thirty-Thirty und Fuzz gerne einen Drink Süßwasser zu sich nehmen. Einst war Handlebar ein gesetzesloser Raumpirat, der sich dann aber besonnen hat, ehrlich zu werden, hat aber niemandem in Fort Kerium von seiner Vergangenheit berichtet. Als dies zu Tage tritt, stehen alle Bewohner, vor allem Bravestarr, weiterhin zu ihrem Freund.

- Angus McBride ist J. B.s Vater und war bis zu dessen Verwandlung Tex-Hex’ Partner. Tex Hex betrog Angus und verursachte einen Unfall, seit dem dieser gelähmt ist. Angus bewegt sich in einem schwebenden „Hoverstuhl“ fort und betreibt die Zeitung New Texas Star.

### Schurken
- Tex-Hex ist der Hauptschurke der Serie und verfügt über Waffen, die normale Gegenstände in gefährliche Monster verwandeln können. Außerdem kann er sich in Rauch auflösen, weswegen es unmöglich ist, ihn gefangen zu nehmen. Ursprünglich war er ein Siedler, der wegen des Keriums nach New Texas kam, doch wurde er zu gierig und rücksichtslos. Dies ermöglichte Stampede ihn in seinen jetzigen Zustand zu verwandeln, aber in einigen Episoden zeigt sich, dass er noch Gutes in sich trägt.

- Stampede ist der Erzfeind des Shamans, er stahl einen Teil von dessen Zauberkräften und erschuf Tex-Hex. Sein Ziel ist es, alle Siedler von New Texas zu vertreiben und die Alleinherrschaft zu erlangen.

- Skuzz ist ein eifriger Gehilfe von Tex-Hex und gehört wie Deputy Fuzz dem Volk der Prärie-Leute an. Er ist ein sehr starker Raucher, weshalb des Öfteren auch mal auf die Schädlichkeit des Rauchens hingewiesen wird. Er war schon sein Gehilfe, bevor Tex-Hex von Stampede verwandelt wurde; kurz darauf verwandelte Tex-Hex ihn auch noch, so dass er hässlicher wurde.

- Sandsturm ist ein weiterer Handlanger von Tex-Hex. Er hat die Macht, Sandstürme zu entfachen oder Leute mit Schlafsand zu betäuben.

- Thunder-Stick ist eine Art Cowboy-Roboter, dessen rechter Arm aus einem Gewehr besteht.

- Vipra ist eine Schlangenfrau und die einzige Frau in Stampedes Bande. Mit ihrer Schlangenpistole ist es ihr möglich, Menschen zu betäuben oder sie mittels Hypnose für ihre Ziele einzusetzen.

- Cactus Head ist Tex-Hex’ persönlicher Spion. Sein Äußeres ist ein Roboterkopf mit Spinnenbeinen und einem Kaktus als Hut.

- Dingos sind eine Bande von Gesetzesbrechern. Sie gehören nicht fest zu Stampede und agieren deshalb meistens unabhängig von ihm. Meistens überfallen sie die Stratokutsche oder versuchen, die örtliche Bank auszurauben.

## Synchronisation
| Rolle               | Englischer Sprecher | Deutscher Sprecher | Film (Deutsch)    |
| ------------------- | ------------------- | ------------------ | ----------------- |
| Marshall Bravestarr | Pat Fraley          | Gerhard Hinze      | Gerhard Hinze     |
| Thirty-Thirty       | Ed Gilbert          | Achim Schülke      | Ben Hecker        |
| Deputy Fuzz         | Charles Adler       | Herbert Tennigkeit |                   |
| Handlebar           | Alan Oppenheimer    | Herbert Tennigkeit |                   |
| Richterin J.B.      | Susan Blu           | Angela Stresemann  | Angela Stresemann |
| Stampede            | Alan Oppenheimer    | Gerhard Hinze      |                   |
| Tex Hex             | Charles Adler       | Sven Dahlem        | Sven Dahlem       |
| Schamane            | Ed Gilbert          | Achim Schülke      | Achim Schülke     |

## Episodenguide
| Folge | Code | Titel                                  | Originaltitel                                | Regisseur                      | Erstausstrahlung (Syndication) |
| ----- | ---- | -------------------------------------- | -------------------------------------------- | ------------------------------ | ------------------------------ |
| 01    | 053  | Thirty Thirty ist verschwunden         | The Disappearance of Thirty-Thirty           | Lou Kachivas, Tom Tatanarowicz | 14.09.1987                     |
| 02    | 037  | Das gestrauchelte Idol                 | Fallen Idol                                  | Ernie Schmidt                  | 15.09.1987                     |
| 03    | 007  | Die Eroberung                          | The Taking of Thistledown 123                | Ernie Schmidt                  | 16.09.1987                     |
| 04    | 021  | Skuzz und Fuzz                         | Skuzz and Fuzz                               | Bill Reed                      | 17.09.1987                     |
| 05    | 048  | Der Richter                            | A Day in the Life of a New Texas Judge       | Ernie Schmidt                  | 18.09.1987                     |
| 06    | 041  | Krawall                                | Rampage                                      | Marsh Lamore                   | 21.09.1987                     |
| 07    | 020  | Die entscheidende Meile                | To Walk a Mile                               | Richard Trueblood              | 22.09.1987                     |
| 08    | 038  | Großer Thirty – Kleiner Wimble         | Big Thirty and Little Wimble                 | Marsh Lamore                   | 23.09.1987                     |
| 09    | 010  | Hüter des Gesetzes                     | BraveStarr and the Law                       | Richard Trueblood              | 24.09.1987                     |
| 10    | 006  | Kerium Fieber                          | Kerium Fever                                 | Ed Friedman                    | 25.09.1987                     |
| 11    | 039  | Erinnerungen                           | Memories                                     | Lou Kachivas                   | 28.09.1987                     |
| 12    | 014  | Augenzeuge                             | Eyewitness                                   | Bill Nunes                     | 29.09.1987                     |
| 13    | 023  | Borkas Gesetz                          | The Vigilantes                               | Bill Reed                      | 30.09.1987                     |
| 14    | 027  | Das Kind                               | Wild Child                                   | Bill Nunes                     | 01.10.1987                     |
| 15    | 018  | Der Raumpirat                          | Hail, Hail, the Gang's All Here              | Bill Reed                      | 02.10.1987                     |
| 16    | 011  | Tex, der Retter                        | Eye of the Beholder                          | Tom Sito                       | 05.10.1987                     |
| 17    | 025  | Die falschen Hände                     | The Wrong Hands                              | Bill Reed                      | 06.10.1987                     |
| 18    | 030  | Der allerbeste Zauber                  | An Older Hand                                | Richard Trueblood              | 07.10.1987                     |
| 19    | 009  | Die Kraftprobe                         | Showdown at Sawtooth                         | Marsh Lamore                   | 08.10.1987                     |
| 20    | 029  | Der verkannte Held                     | Unsung Hero                                  | Ed Friedman                    | 12.10.1987                     |
| 21    | 034  | Der Berg der Verlorenen                | Lost Mountain                                | Lou Kachivas                   | 13.10.1987                     |
| 22    | 043  | Der halbstarke Marshall                | Trouble Wears a Badge                        | Richard Trueblood              | 15.10.1987                     |
| 23    | 022  | Wer bin ich?                           | Who Am I?                                    | Tom Sito                       | 16.10.1987                     |
| 24    | 033  | Die Raumschiffbasis                    | BraveStarr and the Treaty                    | Bill Nunes                     | 20.10.1987                     |
| 25    | 019  | Der Sklavenhändler                     | Thoren the Slavemaster                       | Tom Sito                       | 21.10.1987                     |
| 26    | 049  | Der Preis                              | The Price                                    | Marsh Lamore                   | 22.10.1987                     |
| 27    | 047  | Der Aufstand                           | Revolt of the Prairie People                 | Ed Friedman                    | 23.10.1987                     |
| 28    | 031  | Die Geisel                             | Hostage                                      | Ed Friedman                    | 26.10.1987                     |
| 29    | 042  | Der Tunnel des Terrors                 | Tunnel of Terror                             | Ernie Schmidt                  | 27.10.1987                     |
| 30    | 026  | Der Gute, der Böse und der Tolpatsch   | The Good, the Bad, and the Clumsy            | Lou Kachivas                   | 28.10.1987                     |
| 31    | 052  | Gleichgewicht der Macht                | Balance of Power                             | Bill Nunes                     | 29.10.1987                     |
| 32    | 051  | Ruf zu den Waffen                      | Call to Arms                                 | Ernie Schmidt                  | 30.10.1987                     |
| 33    | 044  | Die drei Sonnen                        | BraveStarr and the Three Suns                | Richard Trueblood              | 02.11.1987                     |
| 34    | 024  | Die Zeugen                             | The Witnesses                                | Bill Reed                      | 03.11.1987                     |
| 35    | 035  | Handlebar tobt sich aus                | Handlebar and Rampage                        | Tom Sito                       | 04.11.1987                     |
| 36    | 032  | Planet auf Abwegen                     | Runaway Planet                               | Marsh Lamore                   | 05.11.1987                     |
| 37    | 060  | Der Kopfgeldjäger                      | The Bounty Hunter                            | Lou Kachivas                   | 06.11.1987                     |
| 38    | 040  | Der Sohn eines Freundes                | Buddy                                        | Ed Friedman                    | 09.11.1987                     |
| 39    | 059  | Stadt in Gefahr                        | The Day the Town Was Taken                   | Bill Nunes                     | 10.11.1987                     |
| 40    | 015  | Das Medaillon                          | BraveStarr and the Medallion                 | Ernie Schmidt                  | 11.11.1987                     |
| 41    | 062  | Die Legende einer schönen Frau         | Legend of a Pretty Lady                      | Richard Trueblood              | 12.11.1987                     |
| 42    | 061  | Das Versteck in der Wüste              | Sunrise, Sunset                              | Bill Reed                      | 13.11.1987                     |
| 43    | 057  | Das Fieber                             | Call of the Wild                             | Tom Sito                       | 16.11.1987                     |
| 44    | 050  | Tex ist kraftlos                       | Tex But No Hex                               | Marsh Lamore                   | 17.11.1987                     |
| 45    | 004  | Der Weltraumzoo                        | Space Zoo                                    | Lou Kachivas                   | 18.11.1987                     |
| 46    | 046  | Die schreckliche Nacht                 | Tex's Terrible Night                         | Tom Tataranowicz               | 14.12.1987                     |
| 47    | 045  | Die Wildkatze                          | Running Wild                                 | Ed Friedman                    | 29.01.1988                     |
| 48    | 058  | Der gefährliche Campingplatz           | Thirty-Thirty Goes Camping                   | Bill Nunes                     | 01.02.1988                     |
| 49    | 036  | Der verhexte Schild                    | The Haunted Shield                           | Ernie Schmidt                  | 02.02.1988                     |
| 50    | 056  | Das Geisterschiff                      | Ship of No Return                            | Richard Trueblood              | 03.02.1988                     |
| 51    | 065  | Kleine Lüge, große Wirkung             | Little Lie That Grew                         | Bill Reed                      | 04.02.1988                     |
| 52    | 054  | Die kriminellen Brüder                 | Brothers in Crime                            | Tom Sito                       | 05.02.1988                     |
| 53    | 016  | Sherlock Holmes im 23. Jahrhundert (1) | Sherlock Holmes in the 23rd Century (Part 1) | Tom Tataranowicz               | 08.02.1988                     |
| 54    | 017  | Sherlock Holmes im 23. Jahrhundert (2) | Sherlock Holmes in the 23rd Century (Part 2) | Ernie Schmidt                  | 09.02.1988                     |
| 55    | 001  | Das Musikfestival                      | New Texas Blues                              | Marsh Lamore                   | 10.02.1988                     |
| 56    | 028  | Jeremiah und die Prärie-Leute          | Jeremiah and the Prairie People              | Lou Kachivas                   | 11.02.1988                     |
| 57    | 013  | Die Ballade von Sara Jane              | The Ballad of Sara Jane                      | Ed Friedman                    | 12.02.1988                     |
| 58    | 005  | Die ungleichen Brüder                  | Brother's Keeper                             | Bill Nunes                     | 15.02.1988                     |
| 59    | 063  | Bravestarr und die Hoheit              | BraveStarr and the Empress                   | Ernie Schmidt                  | 16.02.1988                     |
| 60    | 002  | Das Ungetüm aus der Wüste              | Night of the Bronco-Tank                     | Richard Trueblood              | 17.02.1988                     |
| 61    | 012  | Die Stadt der Sklaven                  | Nomad Is an Island                           | Bill Reed                      | 18.02.1988                     |
| 62    | 064  | Die Blockade                           | The Blockade                                 | Tom Sito                       | 19.02.1988                     |
| 63    | 008  | Das friedliche Tal                     | No Drums, No Trumpets                        | Marsh Lamore                   | 22.02.1988                     |
| 64    | 055  | Dingo Dans Bande                       | Shake Hands with Long Arm John               | Lou Kachivas                   | 23.02.1988                     |
| 65    | 003  | Die Kräfte des Bären                   | Strength of the Bear                         | Ed Friedman                    | 24.02.1988                     |

## Kinofilm
1988 kam unter dem Titel Bravestarr: The Legend ein 91-minütiger Zeichentrickfilm mit Abenteuern des Marshalls in englischsprachige Kinos. In diesem trifft der weise Shaman nach langen Jahren des Wartens wieder auf seinen Zögling BraveStarr, und gemeinsam müssen sie gegen den Schurken Stampede antreten. Dieser Film kann von der Handlung her auch als Pilot zur Serie angesehen werden. Er wurde auch von Premiere ausgestrahlt und mit einer Synchronisation versehen, die nahezu alle „alten“ Stimmen aufweist.

## Sonstiges
Neben dem Kinofilm entstanden mehrere Hörspiele von Europa, Spielzeug von Mattel, Comichefte und ein Videospiel.
Hörspiele (von H. G. Francis unter dem Namen „Frank Sky“ geschrieben):
- Nullnummer: Marshall Brave Starr und das kosmische Feuer (lag der Marshall-Bravestarr-Figur bei)
- 1. Ein Sheriff für New Texas
- 2. Kampf um die Kerium-Mine
- 3. Überfall auf den Kerium-Transport
- 4. Duell in der Wüste
- 5. Das Vermächtnis der Ur-Bewohner
- 6. Der große Kampf